# Головченко, Роман Александрович
Рома́н Алекса́ндрович Голо́вченко (бел. Рама́н Алякса́ндравіч Галоўчэнка (Галоўчанка); род. 10 августа 1973, Жодино, Минская область, Белорусская ССР, СССР) — белорусский государственный деятель. Премьер-министр Республики Беларусь с 4 июня 2020 по 10 марта 2025 года. С 10 марта 2025 года — председатель правления Национального банка Республики Беларусь.
Ранее занимал должность председателя Государственного военно-промышленного комитета Республики Беларусь (2018—2020) и Чрезвычайного и полномочного посла Республики Беларусь в Объединённых Арабских Эмиратах (2013—2018).

## Биография
Родился 10 августа 1973 года в Жодино Минской области, был одним ребёнком в семье. Отец — Александр Николаевич, окончил Белорусский политехнический институт, работал инженером в конструкторском бюро МТЗ. До 1983 года жил в Жодино, учился в средней школе.
В 1983 году с родителями переехал в Минск, где окончил среднюю школу.
В 1996 году окончил Московский государственный институт международных отношений Министерства иностранных дел Российской Федерации по специальности «Международные отношения», а в 2003 году — Академию управления при Президенте Республики Беларусь по специальности «Экономика и управление внешнеэкономической деятельностью».
В 1997—2002 годах — главный специалист Государственного секретариата Совета безопасности Республики Беларусь.
В 2002—2005 годах — заместитель начальника управления Генеральной прокуратуры Республики Беларусь.
В 2005—2006 годах — главный советник Департамента внешней политики Администрации Президента Республики Беларусь под руководством Виктора Шеймана.
В 2006—2009 годах — главный советник Департамента международного сотрудничества в области безопасности, главный советник Департамента международной безопасности Государственного секретариата Совета безопасности.
С июля 2009 по декабрь 2009 года — советник-посланник посольства Республики Беларусь в Польше.
С декабря 2009 по апрель 2013 года — первый заместитель председателя Государственного военно-промышленного комитета Республики Беларусь.
С 22 апреля 2013 по 2018 год — чрезвычайный и полномочный посол Республики Беларусь в Объединённых Арабских Эмиратах, также по совместительству в Саудовской Аравии, Катаре и Кувейте.
С 18 августа 2018 по 3 июня 2020 года возглавлял Государственный военно-промышленный комитет Республики Беларусь в правительстве Сергея Румаса.
4 июня 2020 года занял должность премьер-министра Республики Беларусь.
В июне 2022 года попал под санкции Канады.
10 марта 2025 года освобождён от обязанностей премьер-министра и назначен председателем правления Национального банка Республики Беларусь.
Говорит на английском, арабском, немецком и польском языках.

## Семья
Сын от первого брака — Георгий Романович Яцковский, студент МГТУ имени Баумана. Есть две дочери от второго брака.

## Награды
- Медаль «100 лет образования Татарской Автономной Советской Социалистической Республики» (2021, Татарстан, Россия).
- Орден Дружбы народов (2022, Республика Башкортостан, Россия)[15].